# Cionothrix egenula
Cionothrix egenula är en svampart som först beskrevs av Syd. & P. Syd., och fick sitt nu gällande namn av Syd. & P. Syd. 1919. Cionothrix egenula ingår i släktet Cionothrix och familjen Pucciniosiraceae.   Inga underarter finns listade i Catalogue of Life.